# Threnodie en scherzo voor fagot, harp en strijksextet
Threnodie en scherzo voor fagot, harp en strijksextet is een compositie van Arnold Bax uit februari/maart 1936.
Het octet had al beoogd solisten fagottist Archie Camden en harpiste Maria Kosjinska. Hij droeg het aan componist  Patrick Hadley, dan opkomend met The trees so high dat indruk maakte op Bax. Het werk begint met de threnodie in een klagelijke melodielijn verzorgd door de fagot in het lentotempo, waarna de strijkers het overnemen. De harp is meer aanwezig in het scherzo, dat in allegro wordt gespeeld. De strijkersectie bestaat hier uit twee violen, twee altviolen, een cello en een contrabas.
De première vond plaats op 11 december 1939, een concert dat geplaagd werd door de toespraak rondom de troonsafstand van Eduard VIII van het Verenigd Koninkrijk. Daarna werd het sril rond het werk, het leefde even op toen er een versie verscheen met strijkorkest als begeleiding. Bax gaf ook bij een later gesprek over het werk toe, dat hij zelf er ook niet veel van kon herinneren. In 1997 liet Chandos het opnemen voor de compact disc met ander vergeten repertoire van Bax. Van dit werk is echter een tweede opname voorhanden. De Amerikaanse fagottist Robert Thompson nam het namelijk op in de strijkorkestversie en werd daarbij begeleid door leden van het London Symphony Orchestra onder leiding van David Amos.